# Bataille de Rivas (1856)
Pour les articles homonymes, voir Bataille de Rivas.
Campagne nationale du Costa Rica
La deuxième bataille de Rivas est livrée le 11 avril 1856, dans la ville de Rivas au Nicaragua, pendant la Campagne nationale du Costa Rica ou guerres de William Walker.
Elle oppose l'armée costaricienne, commandée par le président Juan Rafael Mora Porras à William Walker et ses flibustiers américains, et prend fin avec la défaite de ces derniers après une très dure bataille.

## Déroulement
Début avril, l'armée costaricienne pénètre au Nicaragua avec l'intention d'en chasser William Walker. Le major Maximo Blanco avec une première colonne s'empare du port de San Juan del Sur sur la côte Pacifique, Juan Alfaro Ruiz avec une seconde colonne entre dans le port de La Virgen sur le lac de Granada et enfin le 8 avril, le président Mora occupe avec le gros de ses forces la ville de Rivas qui a été abandonnée par les flibustiers quelques jours plus tôt. Devant cette offensive, Walker réagit avec énergie. À la tête de quelques centaines d'hommes, il tente de reprendre Rivas, et l'approche de ses troupes n'ayant pas été repérée par les sentinelles ennemies en raison de la végétation dense qui entoure la ville, il s'empare de la place centrale et de l'église et capture un canon costaricien. Ceux-ci, la surprise passée, se ressaisissent et attaquent de manière déterminée. Les Américains se retranchent dans les maisons qui sont conquises une à une, après des combats au corps à corps. La prise de l'une d'elles, la Mesón de Guerra, une auberge qui domine la ville et qui sert de principale redoute aux forces de Walker, est effectuée grâce au sacrifice du jeune tambour Juan Santamaria, qui réussit à l'incendier malgré les tirs nourris de ses défenseurs et offre ainsi la victoire aux Costariciens. Juan Santamaria, dont l'existence est parfois contestée, est reconnu officiellement par la suite comme héros national du Costa Rica tandis que le 11 avril est décrété jour férié pour commémorer sa mort.
Dans la nuit, les flibustiers qui se sont regroupés dans l'église, sortent de leurs derniers retranchements et se frayent en force un chemin hors de la ville. Ils ne sont pas poursuivis par les vainqueurs, ce qui sera reproché au président Mora, qui arguera de la fatigue de ses hommes, qui n'ont pas mangé depuis plus de trente heures, et de l'urgence des soins à apporter aux très nombreux blessés pour justifier sa décision. Les flibustiers blessés et abandonnés par leurs compagnons sont achevés et 17 prisonniers sont exécutés. Les Costariciens avaient projeté d'attaquer Granada mais une épidémie de choléra qui s'étend et qui commence à décimer leurs rangs les empêche d'exploiter leur victoire et les contraint à rentrer au Costa Rica.
Lors de cette bataille, Pancha Carrasco, qui avait été recrutée comme cuisinière, prend les armes et devient la première femme à combattre pour le Costa Rica.